# Abel (priimek)
Abel je priimek več znanih oseb:
- Alfred Abel (1880—1937), nemški igralec
- Arnold Abel, (živel v 16. stoletju), kipar in slikar
- Bernhard Abel (živel v 16. stoletju), kipar in slikar
- Caspar Abel - nemški teolog in zgodovinar
- John Jacob Abel (1857—1938), ameriški biokemik in farmakolog
- Florian Abel, (živel v 16. stoletju), kipar in slikar
- Frederick Augustus Abel (1826—1902), angleški kemik
- Iorwith Wilbur Abel - ameriški delavski vodja
- Jacob Friedrich von Abel - nemški filozof, Schillerjev učitelj
- Josef Abel (1746—1818), avstrijski slikar in jedkar
- Karl Friedrich Abel (1723—1787), nemški skladatelj
- Karl von Abel - nemški državnik
- Lionel Abel (1911—2001), ameriški dramatik in pisatelj
- Maria Abel (*1974), španska atletinja
- Niels Henrik Abel (1802—1829), norveški matematik
- Othenio Abel (1875—1946), avstralski paleontolog
- Walter Abel (1898—1987), ameriški igralec